# Fiskeri under Krigen
|  | Denne artikel er oprettet af botten Steenthbot ud fra en ekstern database. Den kan derfor have sproglige fejl eller mangler. Denne skabelon kan fjernes efter kontrol af indholdet. |

Fiskeri under Krigen er en dansk dokumentarisk optagelse fra 1941.

## Handling
Med fiskekutterne H.58 TYFON og H.249 MILANO på arbejde. Nettene hives ind, fulde af sild. Fangsten sorteres på dæk og sildene hældes i fiskekasser. De to kuttere benytter sig af såkaldt 'par-trawling', dvs. trawling hvor to kuttere slæber sammen på ét trawl. De slæber på hver deres ende af tovet med trawlet imellem dem efter bådene. Dette var en meget normal måde at trawle sild på, ikke mindst når kutterne ikke havde så stor motorkraft. Dobbeltslæb, som det også kaldes, finder stadig sted i dansk fiskeri. H'et på kutternes stævne indikerer, at de er hjemmehørende i Hundested. Hundestedfiskerne gik efter sild i Kattegat, Storebælt og den vestlige Østersø. H.58 TYFON ejedes under krigen af C. Jensen, Hundested, og H.249 MILANO ejedes af Niels M. Rasmussen, Hundested.